# Elacatinus redimiculus
Elacatinus redimiculus (Taylor & Akins, 2007) es una especie de peces de la familia de los Gobiidae en el orden de los Perciformes.

## Morfología
El cuerpo es alargado, comprimido lateralmente y mayormente desnudo, con 4 escamas ctenoides basicaudales en el pedúnculo caudal. La lengua es bilobulada y los dientes están en una sola hilera, con caninos agrandados y recurvados en machos. Los machos también presentan una espina dorsal anterior alargada y una papila genital cónica, mientras que las hembras tienen una papila roma.
Los machos pueden llegar a alcanzar los 1,7 cm de longitud total.

## Distribución geográfica
Se encuentra en los  arrecifes de coral de Veracruz (México ).

## Observaciones
Es inofensivo para los humanos.